# 붓꽃
붓꽃(Iris sanguinea)은 붓꽃과의 여러해살이풀이다. 이름의 유래는 꽃봉오리가 먹을 머금은 붓과 같다고 해서 붓꽃이라 한다.

## 특징
잎은 난처럼 길고, 꽃은 푸른 빛이 도는 보라색이다. 높이는 60-90cm 정도이다. 줄기는 뭉쳐 나며 곧게 뻗고, 잎은 긴 선 모양이다. 5-6월경이 되면 잎 사이에서 꽃자루가 나와 그 끝에 청자색 꽃이 달리는데, 이들 꽃은 하루가 지나면 시든다. 암술대의 가지가 꽃잎 모양으로 넓어져 그 바로 아래에 있는 수술을 덮고 있다. 원줄기는 총생하고 밑부분에 적갈색 섬유가 있다. 잎은 곧추서며 길이 30-50cm, 너비 5-10mm로서 융기한 맥이 없고 밑부분이 잎집 같으며 붉은 빛이 도는 것도 있다. 열매는 삭과로 삼릉주형이며 삭과의 끝이 터지면서 갈색의 종자가 나온다.
붓꽃은 들과 산기슭에 자라며 한국 각지에 나고 일본·만주·동시베리아에 분포하고, 뿌리에는 소화·구어혈·소종의 효능이 있어 민간에서는 소화불량·복창만·질타손상·치질·옹종·개선 등의 치료제로 사용한다.

## 재배 및 관리
내건성과 내한성이 강하다. 햇빛이 잘 드는 곳에서 재배하고, 토양에 늘 수분을 유지해야 하지만 과습하여 뿌리가 썩지 않도록 주의한다. 화분에 심을 때는 여름부터 가을까지 연한 액비를 뿌리거나 완효성 고형비료를 화분 위에 놓아준다. 1~2년에 한번씩 분갈이를 하는 게 좋은데, 꽃이 지면 바로 분갈이를 하면서 눈을 붙여 나눠심는다. 이때 묵은 꽃대와 잎을 3분의 1 정도 남기고 잘라서 심어, 과다한 호흡으로 인한 영양과 수분의 손실을 막아준다.

## 이름
꽃봉오리의 모습이 붓과 닮은 꽃이라는 뜻의 이름이다.

## 같이 보기
- 금붓꽃

## 참고 문헌
- 이 문서에는 다음커뮤니케이션(현 카카오)에서 GFDL 또는 CC-SA 라이선스로 배포한 글로벌 세계대백과사전의 내용을 기초로 작성된 글이 포함되어 있습니다.